# Йорданув (гміна)
Гміна Йорданув. Йорданів, Іорданів (пол. Gmina Jordanów) — сільська гміна у південній Польщі. Належить до Суського повіту Малопольського воєводства.
Станом на 31 грудня 2011 у гміні проживало 10836 осіб.

## Площа
Згідно з даними за 2007 рік площа гміни становила 92.65 км², у тому числі:
- орні землі: 53.00%
- ліси: 41.00%

Таким чином, площа гміни становить 13.51% площі повіту.

## Населення
Станом на 31 грудня 2011:
| Опис     | Загалом | Загалом | Чоловіки | Чоловіки | Жінки | Жінки |
| -------- | ------- | ------- | -------- | -------- | ----- | ----- |
| одиниця  | осіб    | %       | осіб     | %        | осіб  | %     |
| все      | 10836   | 100     | 5454     | 50.33    | 5382  | 49.67 |
| міське   | 0       | 100     | 0        |          | 0     |       |
| сільське | 10836   | 100     | 5454     | 50.33    | 5382  | 49.67 |

## Сусідні гміни
Гміна Йорданув межує з такими гмінами: Бистра-Сідзіна, Йорданув, Любень, Макув-Подгалянський, Раба-Вижна, Спитковіце, Токарня.